# ليون برايت
ليون برايت (بالإنجليزية: Leon Bright)‏ هو لاعب كرة قدم كندية أمريكي، ولد في 19 مايو 1955 في ستارك في الولايات المتحدة.

## وصلات خارجية
- ليون برايت على موقع مرجع كرة القدم المحترفة.كوم (الإنجليزية)